# Pseudolasius minutus
Pseudolasius minutus är en myrart som beskrevs av Carlo Emery 1896. Pseudolasius minutus ingår i släktet Pseudolasius och familjen myror.

## Underarter
Arten delas in i följande underarter:
- P. m. bandarensis
- P. m. crassicornis
- P. m. minutus